# 埃斯蒂爾 (密蘇里州)
埃斯蒂爾（英語：Estill）是位於美國密蘇里州霍華德縣的非建制地區。

## 歷史
埃斯蒂爾的郵局於1877年設立，其後於1944年停運。

## 地理
埃斯蒂爾所處的海拔為高於海平面204米（即669英呎），而該地所採用的時區為UTC-6，即北美中部時區（CST）。同時該地設有夏令時間，為UTC-6調快一小時，即UTC-5（CDT）。